# Kronisk granulomatøs sygdom
 Denne artikel bør gennemlæses af en person med fagkendskab for at sikre den faglige korrekthed.

Kronisk Granulomatøs Sygdom (CGD) er en arvelig immundefekt, der især giver infektioner med katalasepositive bakterier og svampe pga. defekt NADPH-oxidase. Immundefekten rammer ca. 1:200.000. Forekomsten er højere i England end i Danmark, hvorfor der må forventes at være en del udiagnosticerede danskere med sygdommen. Nogle patienter får først symptomer som voksne og diagnosticeres derfor senere. Kvindelige bærere af den X-bundne type har ofte behandlingskrævende symptomer og følgesygdomme. I perioder kan der gå flere år mellem infektionerne, og hos nogle patienter debuterer sygdommen først i voksenalderen. Nogle patienter har få symptomer og har en normal hverdag, mens andre har hyppige indlæggelser pga. invasive infektioner og granulomer. Autoimmune sygdomme og allergier kan også være det eneste symptom.
Sygdommen kan give mange forskelligartede symptomer pga. kroniske infektioner og inflammation, og bl.a. kan symptomer fra især dybtliggende inflammation, granulomer og lignende ved spiserør, mavesæk, tarme, blære og urinrør forveksles med psykosomatiske sygdomme eller skolefobi, idet de især giver symptomer ved spisning og toiletbesøg.
Ofte er bakteriedyrkninger og almindelige undersøgelser negative på trods af aktiv infektion og diverse somatiske (subkliniske) følgesygdomme som eks. Lupus, Akalasi, Chrons-lignende inflammation, granulomer osv., da patienten ofte ikke har et normalt inflammatorisk respons.

## Infektioner
Bakterierne er ofte svære at dyrke , og visse bakterier kræver specielle vækstforhold. Der kan evt. suppleres med PCR, mikroskopi, blodudstryg eller antistofmåling for at påvise infektioner.

### Karakteristiske gram-negative bakterier
Karakteristiske gram-negative bakterier:
- Serratia marcescens
- Burkholderia cepacia
- Pseudomonas
- Klebsiella
- Enterobacter
- Escherichia coli
- Acinetobacter
- Salmonella
- Campylobacter

### Karakteristiske gram-positive bakterier
Karakteristiske gram-positive bakterier:
- Staphylococcus aureus
- Nocardia
- Mykobacterium[9]
- Actinomyces
- Listeria

### Karakteristiske svampe
Karakteristiske svampe:
Svampeinfektioner kommer ofte gradvist, og i starten kan træthed være eneste symptom, dvs. ofte ingen feber og først hoste senere. Svampene kan også inficere huden.
- Aspergillus
- Candida
- Øvrige svampe

## Vigtige indikatorer
- Atypiske bakterieinfektioner, herunder katalasepositive eller gramnegative, stavformede bakterier (eks. Serratia) - uanset antal, organ, sværhedsgrad eller patientens alder.
- Svampeinfektioner (eks. Aspergillus)[10]
- Gentagne infektioner. Nogle patienter med sygdommen har dog årelange symptomfri intervaller.
- Invasive infektioner
- Abscesser på hud og andet væv, især Stafylokokabsces på leveren[12].
- Granulomer hvor som helst i kroppen - ofte i blæren, lungerne, leveren, tyktarmen og munden
- Akalasi-lignende symptomer[13] pga. graunulomer, abscesser, forstørrede lymfekirtler eller inflammation.
- Crohns sygdom
- Lupus Erythematosus
- Øvrige autoimmune sygdomme og allergier

### Manglende tegn på trods af bakteriel infektion
Manglende tegn på trods af bakteriel infektion:
- Lavt CRP
- Manglende stigning i antallet af leukocytter
- Ingen klassiske kliniske tegn på infektion på trods af (bakteriel) infektion
- Manglende dyrkningsfund på trods af aktiv infektion,[16] da bakterierne kan være svære at påvise.
- Erytrocytsedimentationshastighed (ESR) kan evt. være forhøjet ved infektion.
- Immundefekterne IRAK4, MyD88 og NEMO: Manglende inflammatorisk respons (lavt CRP, leukocytter, ingen feber)

## Symptomer
- Ingen specielle fund ved klinisk undersøgelse[15]

### Urinrør
- Tissebesvær, smerter og blæresmerter

### Hud
- Øm hud
- Varme eller hævede områder
- Akne, sår i ansigtet eller på andre steder af kroppen, 'børnesår' og lign. (ofte grundet Stafylokokker)
- Sår ved anus
- Dårlig sårheling
- Abscesser
- Candida, Tinea capitis og lign. - især i mund, mave-tarmkanalen og ansigtet
- Gingivitis (tandkødsbetændelse)

### Øvrige symptomer
- Hævede lymfekirtler: Ofte bag ørerne eller ved lyske, men også omkring indre organer
- Løbende næse eller bihulebetændelse, øresmerter/-kløe
- Lungebetændelse
- Infektioner, som måske forsvinder med antibiotika, men som bliver ved med at komme tilbage, eller hvor antibiotika ikke rigtig har effekt (kroniske infektioner).
- Manglende vækst, træthed, dårlig almentilstand

### Mave-tarmkanal
- Evt. tarminfektioner
- Inflammatorisk tarmsygdom ses hos op til 50 %.[17]
- Leverabscesser (ofte forårsaget af Stafylokokker) ses hos 35 %.[18]
- Symptomer fra især dybtliggende inflammation, granulomer og lignende ved spiserør, mavesæk, tarme, blære og urinrør kan forveksles med psykosomatiske sygdomme eller skolefobi,[1] idet de især giver symptomer ved spisning og toiletbesøg.
  - Mavesmerter
  - Diarré eller forstoppelse - evt. Chrons-lignende symptomer
  - Slim i afføringen
  - Fistler eller fissurer - eks. i endetarmen eller tyktarmen
  - I nogle tilfælde: Besvær med at spise og synke mad - Akalasi-lignende symptomer - evt. med brystsmerter

### Kognitive problemer eller balanceproblemer
- X-bunden Kronisk Granulomatøs sygdom - også bærere:
  - McLeod Neuroakanthocytose Syndrom
  - (Subklinisk) Lupus, risiko for neurolupus, som også kan give forhøjet intrakranielt tryk.

- P22-mutation: Kendt for at give neurologiske symptomer som eks. svimmelhed og forvirring.[19]
- Akut demyeliniserende encefalitis[20]
- Posterior reversibel encefalopati[21]

## Autoimmune manifestationer
- Ifølge et fransk studie har 17 % af patienter med Kronisk Granulomatøs Sygdom mindst 1 autoimmun sygdom. [20]
- Kvindelige bærere af den X-bundne type har ofte et lavere antal fungerende neutrofilocytter med oxidativt burst end raske - ofte helt ned til 5-20 %, og det kan generelt falde drastisk med tiden. [22]

- Lupus-lignende symptomer. Ofte med negativ serologi [23], selvom patienten har (subklinisk) Lupus. Dette ses især hos bærere af den X-bundne version af Kronisk Granulomatøs Sygdom. [24]
- Hæmofagocytisk Lymfohistiocytose [25]
- Øvrige autoimmune sygdomme, herunder[26]:
  - Polymyositis, Dermatomyositis
  - Reaktiv/Rheumatoid/Idiopatisk Juvenil artritis/Sacroiliitis
  - Mastocytose
  - Antiphospholipidsyndrom
  - Trombotiske mikroangiopatier
  - Vascular Instability Syndrome
  - Idiopatisk trombocytopeni (ITP)
  - Hæmolytisk anæmi
  - Von Willebrands sygdom
  - Graves'[21]
  - Crohns/Colitis
  - IgA-nefropati
  - Immunmedieret Encephalitis
  - Posterior reversibel encefalopati
- Massiv træthed ses ofte
  - Interleukin 8 (IL-8) er ofte forhøjet ved træthed.[27]

## Komplikationer

### Granulomer og abscesser
- Granulomer - ofte i blæren, lungerne, leveren, tyktarmen eller munden
- Abscesser i hjernen[28]

### Knogler
- Septisk arthritis
- Osteomyelitis, eks. ryghvirvler, halshvirvler, knæ, skulder, brystben og ribben. Kan forekomme uden andre symptomer eller laboratoriefund. [29]
- Mastoiditis (infektion i knoglen bag øret)
- Lupus: Cervikal ustabilitet (især Occipito-Atlanto) og lignende ledproblemer

### Sepsis
- Øget risiko for sepsis med de karakteristiske bakterier og svampe, som kan være dyrkningsnegative.

### Øvrige
- Nedsat lungefunktion
- Lungefibrose
- Nekrose
- Organdysfunktion

## Diagnosticering
- Flowcymetri (DHR)
  - NCF4/p40phox kan ikke diagnosticeres vha. rutine-DHR-test.[30]
- Nitroblue tetrazulium (NBT)
  - Vær opmærksom på, at især kvindelige bærere af den X-bundne type ofte har mellem 20-80 % leukocytter, der fungerer normalt,[31] selvom de er syge.
  - NBT-testen har større fejlrate end DHR-testen, idet milde tilfælde af sygdommen eller nedsat oxidativt burst hos kvindelige bærere af den X-bundne variant lettere overses ved NBT-test.[32] Den kan evt. udføres flere gange over en længere periode for at mindske fejlraten.

- Fuld immundefektundersøgelse
- Genetisk undersøgelse

## Genetisk undersøgelse
- CYBB/gp91phox: Kronisk Granulomatøs Sygdom og/eller McLeod Neuroakanthocytose Syndrom, Retinitis pigmentosa, Duchennes muskeldystrofi, Ornithintranskarbamylasedefekt [33]
  1. Den "originale" X-bundne variant: 67 % af alle tilfælde
  2. Ny X-bunden variant af Kronisk Granulomatøs Sygdom med 5-15 % cirkulerende neutrofilocytter og monocytter med normalt respiratory burst.[34]

- CYBA/p22phox: Kan også give balanceproblemer/neurologiske symptomer [19]
  - 6 % af alle tilfælde

- NCF4/p40phox
  - 1 % af alle tilfælde. Kan ikke diagnosticeres vha. rutine-DHR-test.[30]

- NCF1/p47phox
  - 20 % af alle tilfælde

- NCF2/p67phox
  - 6 % af alle tilfælde

### Øvrige undersøgelser
- Knoglemarvsbiopsi
- PET[35] eller SPECT til diagnostik af inflammation, desuden obs. lymfadenopati
- Forebyggende billeddiagnostiske undersøgelser med jævne mellemrum kan overvejes, eks. CT, PET eller DEXA.

- X-bunden Kronisk Granulomatøs Sygdom: Test for McLeod Neuroakanthocytose Syndrom - obs. mht. Kell-antistoffer ifm. blodtransfusion[15]

- Test for Lupus
  - Er ofte negativ, selvom patienten har Lupus. Dette ses især hos bærere af den X-bundne type af Kronisk Granulomatøs Sygdom.[36]

- Interleukin 8 (IL-8): Associeret med massiv træthed hos bærere af den X-bunde type.[27]
- Erytrocytsedimentationshastighed (ESR)
- Test for Akalasi [37]
- Test for Crohns sygdom

## Differentialdiagnoser
- McLeod Neuroakantose
- Glycogen Storage Disease (kan give nedsat oxidativt burst)
- Myeloperoxidasemangel

- Hyper-IgE-syndrom
- Leukocytadhæsionsdefekt
- IRAK-4, MyD88 og NEMO (dårligt inflammatorisk respons: lavt CRP, leukocytter, manglende feber)

- Neutropeni
- Cyklisk Neutropeni
- Idiopatisk CD4+-lymfocytopeni
- Øvrige immundefekter

- Diverse autoinflammatoriske sygdomme (periodiske febersyndromer)
- Lupus (med eller uden Kronisk Granulomatøs Sygdom)
- Polymyositis/Dermatomyositis (kan forveksles med Lupus)
- RAC2 GTPase-mangel

## Behandling

### Profylaksebehandling
- Antibiotika + svampemiddel + Interferon gamma

1. Antibiotika: Trimethoprim/sulfamethoxazole[38], generelt 5 mg Trimethoprim/kg[39]og evt. andre typer. Ekstra antibiotika 1x før og 2x efter tandlægebesøg generelt.
  - 0-6 mdr.:120 mg 1x dgl.
  - 6 mdr-5 år: 240 mg 1x dgl.
  - 6-12 år: 480 mg 1x dgl.
  - Over 12 år: 960 mg 1-2x dgl.
2. Svampemiddel:[40]
  - Itracozanol: 5 mg/kg[38] op til 200 mg
  - Evt. Voriconazol, Posaconazol, Amphotericin B
  - Evt. ekstra Fluconazol mod Candida
  - Evt. ekstra creme, shampoo (Ketoconazole og lign.) mod (fungale) hudinfektioner
  - OBS: Nogle af disse lægemidler er mistænkt for at kunne øge risikoen for Lupus eller forværre eksisterende Lupus.
3. Interferon gamma
  - 3x ugtl. - nedsætter hyppigheden af infektioner med 70 % og giver mildere infektioner end normalt.

### Knoglemarvstransplantation
- Er ofte kurativ, men dog forbundet med store risici.
- Har også vist sig effektiv hos voksne patienter.[41]
- Er forbundet med risiko for udvikling af autoimmune sygdomme[21]

### Anden behandling
- Andre typer antibiotika og svampemidler
- G-CSF
- Granulocyttransfusion (især ved akut infektion)
- Genterapi?
- Behandling af Lupus-relaterede symptomer og lign.
- Undgå: Havearbejde, skimmelsvamp, at renovere huse, halm, hø og rå løg.[42]
- Solbeskyttelse ved Lupus eller visse medicintyper (eks. Trimethoprim).
- Forebyggelse af infektioner, god håndhygiejne, maske??
- Kostvejledning for bedre almentilstand afhængig af symptomer (glutenfri, mælkefri, sukkerfri, ketogen diæt og lign.)
- Sociale tiltag: Hjælpemidler, hjemmehjælp, dækning af merudgifter og lign.